# Pangrapta aroa
Pangrapta aroa är en fjärilsart som beskrevs av George Thomas Bethune-Baker 1906. Pangrapta aroa ingår i släktet Pangrapta och familjen nattflyn. Inga underarter finns listade i Catalogue of Life.